# Henry Stapp
Henry Stapp né à Cleveland, le 23 mars 1928 est un physicien mathématicien américain. 
Il est connu pour ses travaux en mécanique quantique, Esprit quantique, matrice S, ainsi que sur la place du libre arbitre dans la mécanique quantique "orthodoxe" de John von Neumann.

## Biographie
Stapp a reçu son doctorat en physique des particules a l'université de Californie à Berkeley, sous la supervision du prix Nobel de physique Emilio Segrè et de Owen Chamberlain.
En 1958, Stapp est invité par Wolfgang Pauli à Zurich pour travailler avec lui sur des problèmes de mécanique quantique. À la mort de Pauli en décembre 1958, Stapp étudie les livres de Von Neumann, ce qui l’entraîne vers une réflexion sur le rôle de l'esprit et de la matière dans la mécanique quantique.
En 1969, Stapp a été invité par le prix Nobel de physique Werner Heisenberg pour travailler avec lui à l'institut Max-Planck à Munich.
En 1976, Stapp travaille avec John Wheeler sur ses problèmes concernant les fondations de la mécanique quantique. Stapp a publié de nombreux papiers se rapportant à la non-localité de la physique quantique et au théorème de Bell.